# Tyler Hansbrough
Andrew Tyler Hansbrough (Poplar Bluff, 3 novembre 1985) è un ex cestista statunitense.
È il fratello maggiore di Ben Hansbrough.

## Carriera
Al college ha giocato per l'Università di North Carolina nel ruolo di ala grande, vincendo nel 2009 il titolo nazionale NCAA.
Il 25 giugno 2009 è stato scelto con la chiamata numero 13 dagli Indiana Pacers al Draft NBA 2009.
La sua maglia da gioco (numero 50) è stata ritirata il 10 febbraio 2010 durante la partita di rivalità North Carolina Tar Heels e Duke Blue Devils.

## Statistiche

### College
| Anno      | Squadra             | PG  | PT  | MP   | TC%  | 3P%  | TL%  | RP   | AP  | PRP | SP  | PP   |
| --------- | ------------------- | --- | --- | ---- | ---- | ---- | ---- | ---- | --- | --- | --- | ---- |
| 2005-2006 | N. Carol. Tar Heels | 31  | 30  | 30,4 | 57,0 | 50,0 | 73,9 | 7,8  | 1,3 | 1,2 | 0,7 | 18,9 |
| 2006-2007 | N. Carol. Tar Heels | 38  | 38  | 29,9 | 52,5 | 25,0 | 76,8 | 7,9  | 1,2 | 1,1 | 0,4 | 18,4 |
| 2007-2008 | N. Carol. Tar Heels | 39  | 39  | 33,0 | 54,0 | 0,0  | 80,6 | 10,2 | 0,9 | 1,5 | 0,4 | 22,6 |
| 2008-2009 | N. Carol. Tar Heels | 34  | 34  | 30,3 | 51,4 | 39,1 | 84,1 | 8,1  | 1,0 | 1,2 | 0,4 | 20,7 |
| Carriera  | Carriera            | 142 | 141 | 30,9 | 53,6 | 31,6 | 79,1 | 8,6  | 1,1 | 1,3 | 0,5 | 20,2 |

### NBA

#### Regular Season
| Anno      | Squadra           | PG  | PT | MP   | TC%  | 3P%  | TL%  | RP  | AP  | PRP | SP  | PP   |
| --------- | ----------------- | --- | -- | ---- | ---- | ---- | ---- | --- | --- | --- | --- | ---- |
| 2009-2010 | Indiana Pacers    | 29  | 1  | 17,6 | 36,0 | 0,0  | 74,3 | 4,8 | 1,0 | 0,6 | 0,3 | 8,5  |
| 2010-2011 | Indiana Pacers    | 70  | 29 | 21,9 | 46,5 | 0,0  | 77,9 | 5,2 | 0,6 | 0,5 | 0,2 | 11,0 |
| 2011-2012 | Indiana Pacers    | 66  | 0  | 21,8 | 40,5 | 0,0  | 81,3 | 4,4 | 0,5 | 0,8 | 0,1 | 9,3  |
| 2012-2013 | Indiana Pacers    | 81  | 8  | 16,9 | 43,2 | 0,0  | 72,0 | 4,6 | 0,4 | 0,4 | 0,2 | 7,0  |
| 2013-2014 | Toronto Raptors   | 64  | 4  | 15,3 | 47,4 | 0,0  | 68,1 | 4,5 | 0,3 | 0,4 | 0,3 | 4,9  |
| 2014-2015 | Toronto Raptors   | 74  | 8  | 14,3 | 52,1 | 14,3 | 69,8 | 3,6 | 0,3 | 0,4 | 0,2 | 3,6  |
| 2015-2016 | Charlotte Hornets | 44  | 0  | 7,8  | 45,1 | 66,7 | 58,5 | 2,0 | 0,2 | 0,3 | 0,2 | 2,4  |
| Carriera  | Carriera          | 428 | 50 | 16,9 | 43,9 | 13,6 | 73,8 | 4,2 | 0,4 | 0,5 | 0,2 | 6,7  |

#### Play-off
| Anno     | Squadra         | PG | PT | MP   | TC%  | 3P% | TL%  | RP  | AP  | PRP | SP  | PP   |
| -------- | --------------- | -- | -- | ---- | ---- | --- | ---- | --- | --- | --- | --- | ---- |
| 2011     | Indiana Pacers  | 5  | 5  | 32,8 | 33,3 | 0,0 | 88,9 | 5,4 | 1,0 | 1,2 | 0,0 | 11,2 |
| 2012     | Indiana Pacers  | 11 | 0  | 14,9 | 34,0 | 0,0 | 66,7 | 3,2 | 0,5 | 0,5 | 0,3 | 4,4  |
| 2013     | Indiana Pacers  | 19 | 0  | 12,7 | 41,9 | 0,0 | 59,1 | 3,2 | 0,3 | 0,3 | 0,0 | 4,1  |
| 2014     | Toronto Raptors | 3  | 0  | 9,7  | 33,3 | 0,0 | 83,3 | 2,0 | 0,3 | 0,0 | 0,0 | 2,3  |
| 2015     | Toronto Raptors | 4  | 2  | 12,0 | 20,0 | 0,0 | 75,0 | 1,5 | 0,8 | 0,5 | 0,3 | 1,3  |
| Carriera | Carriera        | 44 | 7  | 14,8 | 36,1 | 0,0 | 68,8 | 3,1 | 0,5 | 0,4 | 0,1 | 4,4  |

## Curiosità
Il suo soprannome è Psycho T.

## Palmarès
- McDonald's All-American Game (2005)
- Campione NCAA (2009)
- NCAA AP Player of the Year (2008)
- NCAA John R. Wooden Award (2008)
- NCAA Naismith Men's College Player of the Year Award (2008)
- 2 volte NCAA AP All-America First Team (2008, 2009)
- NCAA AP All-America Second Team (2007)
- NCAA AP All-America Third Team (2006)